# Loretta Lynn
Loretta Lynn, z domu Webb (ur. 14 kwietnia 1932 w Butcher Hollow, zm. 4 października 2022 w Hurricane Mills) – amerykańska piosenkarka country.

## Życiorys
W wieku 15 lat wyszła za mąż za Olivera Vanettę Lynna Jr. (27 sierpnia 1926 - 22 sierpnia 1996), który odkrył talent muzyczny żony. Pozostali małżeństwem niemal pół wieku. Mieli sześcioro dzieci. 
Na jej biografii oparty jest amerykański film Córka górnika (Coal Miner's Daughter, reż. Michael Apted z 1980) z nagrodzoną Oscarem Sissy Spacek w roli głównej.

## Wyróżnienia
W 2003 otrzymała wyróżnienie Kennedy Center Honors.
8 sierpnia 2013 została odznaczona  Medalem Wolności przez prezydenta Baracka Obamę.